# Ectemnius cephalotes
Ectemnius cephalotes är en stekelart som först beskrevs av Olivier 1792.  Ectemnius cephalotes ingår i släktet Ectemnius, och familjen Crabronidae. Enligt den finländska rödlistan är arten starkt hotad i Finland. Arten är reproducerande i Sverige. Artens livsmiljö är skogar.